# حسن متولی

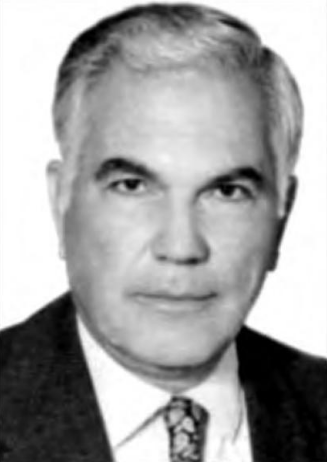
متولی

حسن متولی (زادهٔ ۱۲۹۵ یا ۱۲۹۸ شمسی) آخرین نمایندهٔ سبزوار در مجلس شورای ملی (دورهٔ بیست‌وچهارم) بود. 
حسن فرزند عبدالحسین در سبزوار به دنیا آمد. او مدرک کارشناسی در حقوق قضایی داشت. او به کشاورزی اشتغال و در زمینه‌های اجتماعی فعالیت داشت؛ عضو انجمن استان خراسان، عضو شیروخورشید سرخ، و عضو انجمن شهر سبزوار بود.
او در انتخابات مجلس بیست و چهارم شورای ملی، از مجموع ۲۵٬۳۲۹ رأی مأخوذه در حوزهٔ انتخابیهٔ سبزوار، ۱۵٬۴۶۲ رأی اخذ کرد و به عنوان نمایندهٔ اول حوزه به مجلس راه یافت.
در مجلس جزو منتقدان بود و به‌ویژه در استیضاح دولت ازهاری نقش ایفا کرد. همچنین برای آبادانی سبزوار و حومه تلاش فراوانی در مجلس کرد.
پس از آنکه سید روح‌الله خمینی، مجلس شورای ملی را غیرقانونی خواند، او به همراه دیگر نمایندهٔ سبزوار، کاظم اسکویی، و چندین نمایندهٔ دیگر در ۲۷ دی ۱۳۵۷ استعفا کرد و ۱۵ بهمن ۱۳۵۷ به ملاقات خمینی رفت.
پس از انقلاب ۱۳۵۷، اموالش مصادره شد.